# Благун
Благун (болг. Благун) — село в Болгарии. Находится в Кырджалийской области, входит в общину Крумовград. Население составляет 38 человек.

## Политическая ситуация
В местном кметстве Благун, в состав которого входит Благун, должность кмета (старосты) исполняет Юмер Ахмед Чауш (Движение за права и свободы (ДПС)) по результатам выборов правления кметства.
Кмет (мэр) общины Крумовград — Себихан Керим Мехмед (Движение за права и свободы (ДПС)) по результатам выборов.